# Manchester United F.C. mùa giải 2014–15
Mùa bóng 2014-2015 của Câu lạc bộ bóng đá Manchester United là mùa giải thứ 23 của họ tại Giải bóng đá Ngoại hạng Anh, và cũng là mùa giải thứ 40 liên tiếp của họ các giải đấu cao nhất nền bóng đá Anh.
Manchester United bắt đầu mùa giải mới vào ngày 16 tháng 8 năm 2014, bằng trận đấu đầu tiên trong chiến dịch cạnh tranh chức vô địch Ngoại hạng Anh. Đồng thời, Manchester United sẽ tham dự hai giải đấu quốc nội là Cúp FA và Cúp Capital One.
Đây cũng là mùa giải đầu tiên kể từ mùa 1989–1990, Manchester United không tham dự bất kỳ một giải đấu nào trên đấu trường châu Âu.

## Bối cảnh
United kết thúc vị trí thứ bảy  trong mùa giải ngoại hạng anh 2013-14 như vậy không được dự UEFA Champions League lần đầu tiên kể từ mùa giải 1995-1996  và không có đội bóng cạnh tranh cúp châu Âu lần đầu tiên trong 25 năm. Louis van Gaal đã được công bố là huấn luyện viên mới vào ngày 19 tháng 5 năm 2014 sau khi sa thải David Moyes trong tháng tư. Ông đã bổ nhiệm Ryan Giggs, người đã giải nghệ cầu thủ, làm trợ lý Huấn luyện viên, Marcel Bout làm trợ lý huấn luyện viên kiêm trinh sát đối lập, và Frans Hoek làm huấn luyện viên thủ môn. Rio Ferdinand, Nemanja Vidić và Patrice Evra rời câu lạc bộ. United hoàn thành bản hợp đồng đầu tiên vào ngày 26 tháng 6 năm 2014 Ander Herrera từ Athletic Bilbao với giá 29 triệu Bảng, và ngày hôm sau với Luke Shaw từ Southampton. Sau sự ra đi của Vidić và Evra, Wayne Rooney và Darren Fletcher được chọn làm tân đội trưởng và đội phó.

## Trước mùa giải
Manchester United bắt đầu công tác chuẩn bị cho mùa giải mới bằng hành trình du đấu trên đất Mỹ. Mở màn bằng trận đấu tranh Chevrolet Cup với LA Galaxy ngày 23 tháng 7.
Sau Chevrolet Cup, United tham gia giải đấu giao hữu quốc tế International Champions Cup (Cúp ICC) với vòng bảng diễn ra từ ngày 26 tháng 7 đến ngày 2 tháng 8. United lần lượt chạm trán với các đội bóng Roma, Internazionale và Real Madrid.
Manchester United sau đó lần lượt đánh bại Roma và Real Madrid trong thời gian thi đấu chính thức, và vượt qua Inter trên chấm phạt đền. United hội đủ điều kiện tham dự trận chung kết Cúp ICC với tư cách đội nhất bảng.
Ngày 4 tháng 8, United thi đấu trận chung kết Cúp ICC với đại kình địch Liverpool. Trong hiệp 1, Liverpool vươn lên dẫn trước với bàn dẫn trên chấm phạt đền của Steven Gerrard. Sang hiệp 2, United đã lội ngược dòng thành công với các bàn thắng của Wayne Rooney, Juan Mata và Jesse Lingard. Với tổng tỷ số 3–1, Manchester United giành International Champions Cup.
Kết thúc chuyến du đấu tại Mỹ, United trở lại nước Anh và bước vào trận giao hữu với Valencia ngày 12 tháng 8, cũng là trận đấu ra mắt của tân huấn luyện viên Louis van Gaal tại Old Trafford. Kết quả United thắng với tỷ số 2-1 và bất bại trong toàn bộ các trận đấu giao hữu trước thềm mùa giải.
| Ngày                | Đối thủ        | Sân nhà (H) / Sân khách (A) | Tỷ số F–A  | Ghi bàn                                                                         | Lượng khán giả |
| ------------------- | -------------- | --------------------------- | ---------- | ------------------------------------------------------------------------------- | -------------- |
| 23 tháng 7 năm 2014 | LA Galaxy      | N                           | 7–0        | Welbeck 13', Rooney (2) 42' (pen.), 45', James (2) 62', 84', Young (2) 88', 90' | 86,432         |
| 26 tháng 7 năm 2014 | Roma           | N                           | 3–2        | Rooney (2) 36', 45' (pen.), Mata 39'                                            | 54,117         |
| 29 tháng 7 năm 2014 | Internazionale | N                           | 0–0 (5–3p) |                                                                                 | 61,238         |
| 2 tháng 8 năm 2014  | Real Madrid    | N                           | 3–1        | Young (2) 21', 37', Chicharito 80'                                              | 109,318        |
| 4 tháng 8 năm 2014  | Liverpool      | N                           | 3–1        | Rooney 55', Mata 57', Lingard 88'                                               | 51,014         |
| 12 tháng 8 năm 2014 | Valencia       | H                           | 2–1        | Fletcher 49', Fellaini 90+1'                                                    | 58,381         |

## Ngoại hạng Anh
Các khâu chuẩn bị cho mùa giải 2014–15 được hoàn tất vào ngày 18 tháng 7 năm 2014. Manchester United mởi màn băng cuộc tiếp đón Swansea City trên sân nhà vào ngày 16 tháng 8 năm 2014, kết thúc mùa giải với Hull City vào ngày 24 tháng 5 năm 2015. Mùa giải bắt đầu trên sân nhà Manchester United, thua 2-1 trên sân nhà trước Swansea City, đánh dấu lần đầu tiên thua Swansea của giải đấu ngay tại Old Trafford trong lịch sử câu lạc bộ, và Quỷ đỏ "thua trên sân nhà lần đầu tiên trong một mùa giải trong trận mở màn kể từ mùa giải 1972-73.
| Ngày                      | Đối thủ              | H/A | Tỷ số Bt-Bb | Cầu thủ ghi bàn                                 | Số khán giả | Giải đấu Xếp hạng |
| ------------------------- | -------------------- | --- | ----------- | ----------------------------------------------- | ----------- | ----------------- |
| 16 tháng tám 2014         | Swansea City         | H   | 1–2         | Rooney 53'                                      | 75,339      | 16th              |
| 24 tháng tám 2014         | Sunderland           | A   | 1–1         | Mata 17'                                        | 43,217      | 13th              |
| 30 tháng tám 2014         | Burnley              | A   | 0–0         |                                                 | 31,399      | 14th              |
| 14 tháng chín 2014        | Queens Park Rangers  | H   | 4–0         | Di María 24', Herrera 36', Rooney 44', Mata 58' | 75,355      | 9th               |
| 21 tháng chín 2014        | Leicester City       | A   | 3–5         | Van Persie 13', Di María 16', Herrera 57'       | 31,784      | 12th              |
| 27 tháng chín 2014        | West Ham United      | H   | 2–1         | Rooney 5', Van Persie 22'                       | 75,317      | 7th               |
| 5 tháng mười 2014         | Everton              | H   | 2–1         | Di Maria 28', Falcao 63'                        | 75,294      | 4th               |
| 20 tháng mười 2014        | West Bromwich Albion | A   | 2–2         | Fellaini 47', Blind 86'                         | 25,794      | 6th               |
| 26 tháng mười 2014        | Chelsea              | H   | 1-1         | Persie 90+3'                                    | 75,327      | 8th               |
| ngày 2 tháng 11 năm 2014  | Manchester City      | A   | 0–1         |                                                 | 45,358      | 9th               |
| ngày 8 tháng 11 năm 2014  | Crystal Palace       | H   | 1–0         | Mata 67'                                        | 75,325      | 6th               |
| ngày 22 tháng 11 năm 2014 | Arsenal              | A   | 2–1         | Gibbs 56' (p.l.n.), Rooney 85'                  | 60,074      | 4th               |
| ngày 29 tháng 11 năm 2014 | Hull City            | H   | 3–0         | Smalling 16', Rooney 42', Van Persie 66'        | 75,345      | 4th               |
| ngày 2 tháng 12 năm 2014  | Stoke City           | H   | 2–1         | Fellaini 21', Mata 59'                          | 75,388      | 4th               |
| ngày 8 tháng 12 năm 2014  | Southampton          | A   | 2–1         | Van Persie (2) 12', 71'                         | 31,420      | 3rd               |
| ngày 14 tháng 12 năm 2014 | Liverpool            | H   | 3–0         | Rooney 12', Mata 40', Van Persie 71'            | 75,331      | 3rd               |
| ngày 20 tháng 12 năm 2014 | Aston Villa          | A   | 1–1         | Falcao 53'                                      | 41,273      | 3rd               |
| ngày 26 tháng 12 năm 2014 | Newcastle United     | H   | 3–1         | Rooney (2) 23', 36', Van Persie 53'             | 75,318      | 3rd               |
| ngày 28 tháng 12 năm 2014 | Tottenham Hotspur    | A   | 0–0         |                                                 | 35,711      | 3rd               |
| ngày 1 tháng 1 năm 2015   | Stoke City           | A   | 1–1         | Falcao 26'                                      | 27,203      | 3rd               |
| ngày 11 tháng 1 năm 2015  | Southampton          | H   | 0–1         |                                                 | 75,395      | 4th               |
| ngày 17 tháng 1 năm 2015  | Queens Park Rangers  | A   | 2–0         | Fellaini 58', Wilson 90+4'                      | 18,098      | 4th               |
| ngày 31 tháng 1 năm 2015  | Leicester City       | H   | 3–1         | Van Persie 27', Falcao 31', Morgan 44' (p.l.n.) | 75,329      | 3rd               |
| ngày 8 tháng 2 năm 2015   | West Ham United      | A   | 1–1         | Blind 90+2'                                     | 34,499      | 4th               |
| ngày 11 tháng 2 năm 2015  | Burnley              | H   | 3–1         | Smalling (2) 6', 45+3', Van Persie 82' (pen)    | 75,356      | 3rd               |
| ngày 21 tháng 2 năm 2015  | Swansea City         | A   | 1–2         | Herrera 28'                                     | 20,809      | 4th               |
| ngày 28 tháng 2 năm 2015  | Sunderland           | H   | 2–0         | Rooney (2) 66' (pen), 84'                       | 75,344      | 3rd               |
| ngày 4 tháng 3 năm 2015   | Newcastle United     | A   | 1–0         | Young 89'                                       | 49,801      | 4th               |
| 15 tháng 3 năm 2015       | Tottenham Hotspur    | H   | 3–0         | Fellaini 9', Carrick 19', Rooney 34'            | 75,112      | 4th               |
| 22 tháng 3 năm 2015       | Liverpool            | A   | 2–1         | Mata (2) 14', 59'                               | 44,405      | 4th               |
| 4 tháng 4 năm 2015        | Aston Villa          | H   | 3–1         | Herrera (2) 43', 90+2', Rooney 79'              | 75,397      | 3rd               |
| 12 tháng 4 năm 2015       | Manchester City      | H   | 4–2         | Young 14', Fellaini 27', Mata 67', Smalling 73' | 75,313      | 3rd               |
| 18 tháng 4 năm 2015       | Chelsea              | A   | 0–1         |                                                 | 41,422      | 3rd               |
| 26 tháng 4 năm 2015       | Everton              | A   | 0–3         |                                                 | 39,497      | 4th               |
| 2 tháng 5 năm 2015        | West Bromwich Albion | H   | 0–1         |                                                 | 75,454      | 4th               |
| 9 tháng 5 năm 2015        | Crystal Palace       | A   | 2–1         | Mata 19' (pen), Fellaini 78'                    | 25,009      | 4th               |
| 17 tháng 5 năm 2015       | Arsenal              | H   | 1–1         | Herrera 30'                                     | 75,323      | 4th               |
| 24 tháng 5 năm 2015       | Hull City            | A   | 0–0         |                                                 | 24,745      | 4th               |

Bảng xếp hạng chung cuộc Lưu trữ ngày 16 tháng 5 năm 2016 tại Wayback Machine
| # | Câu lạc bộ        | Tr | T  | H  | B  | Bt | Bb | Hs | Điểm | Dự cúp                           |
| - | ----------------- | -- | -- | -- | -- | -- | -- | -- | ---- | -------------------------------- |
| 3 | Arsenal           | 38 | 22 | 9  | 7  | 71 | 36 | 35 | 75   | Vòng bảng UEFA Champion League   |
| 4 | Manchester United | 38 | 20 | 10 | 8  | 62 | 37 | 25 | 70   | Đá Play Off UEFA Champion League |
| 5 | Tottenham Hotspur | 38 | 19 | 7  | 12 | 58 | 33 | +5 | 64   | Vòng bảng UEFA Europa League     |

## Cúp FA
Manchester United sẽ góp mặt tại đấu trường Cúp FA bắt đầu từ vòng ba với các câu lạc bộ khác ở Giải Ngoại hạng và các giải khác ở Anh. Lễ bốc thăm sẽ được thực hiện vào tháng 12 năm 2014 và các trận đấu từ vòng ba sẽ diễn ra bắt đầu từ tháng 1 năm 2015.
| Ngày                | Vòng    | Đối thủ           | H / A | Kết quả F–A | Cầu thủ ghi bàn                              | Lượng khán giả |
| ------------------- | ------- | ----------------- | ----- | ----------- | -------------------------------------------- | -------------- |
| 4 tháng 1 năm 2015  | Vòng 3  | Yeovil Town       | A     | 2–0         | Herrera 64', Di María 90'                    | 9,264          |
| 23 tháng 1 năm 2015 | Vòng 4  | Cambridge United  | A     | 0–0         |                                              | 7,987          |
| 3 tháng 2 năm 2015  | Đấu lại | Cambridge United  | H     | 3–0         | Mata 25', Rojo 32', Wilson 73'               | 74,511         |
| 16 tháng 2 năm 2015 | Vòng 5  | Preston North End | A     | 3–1         | Herrera 65', Fellaini 72', Rooney 88' (pen.) | 21,348         |
| 9 tháng 3 năm 2015  | Vòng 6  | Arsenal           | H     | 1–2         | Rooney 29'                                   | 74,285         |

## Cúp Liên đoàn
Manchester United sẽ bước vào giải đấu Cúp Liên đoàn từ vòng hai, lần đầu tiên kể từ mùa giải 1995-1996, mùa giải cuối cùng trước khi các đội đã đủ điều kiện cho đấu trường châu Âu được phép tham gia giải đấu từ vòng ba thay vì vòng hai. Lễ bốc thăm diễn ra vào ngày 13 Tháng Tám năm 2014, United gặp một đại diện thuộc giải League One là Milton Keynes Dons. Đó là lần gặp gỡ đầu tiên giữa hai câu lạc bộ, kẻ từ khi đội bóng MK Dons được thành lập năm 2004. Will Grigg và Benik Afobe cùng lập cú đúp giúp đội bóng MK Dons loại United ra khỏi cúp Liên Đoàn Anh.
| Ngày                | Vòng   | Đối thủ            | H / A | Kết quả F–A | Cầu thủ ghi bàn | Số lượng khán giả |
| ------------------- | ------ | ------------------ | ----- | ----------- | --------------- | ----------------- |
| 26 tháng 8 năm 2014 | Vòng 2 | Milton Keynes Dons | A     | 0–4         |                 | 26,969            |

## Thống kê đội hình
| Số áo | Vị trí | Tên                               | Giải đấu | Giải đấu | Cúp FA | Cúp FA | Cúp Liên đoàn | Cúp Liên đoàn | Tổng   | Tổng  | Kỷ luật | Kỷ luật |
| Số áo | Vị trí | Tên                               | Apps     | Goals    | Apps   | Goals  | Apps          | Goals         | Apps   | Goals |         |         |
| ----- | ------ | --------------------------------- | -------- | -------- | ------ | ------ | ------------- | ------------- | ------ | ----- | ------- | ------- |
| 1     | GK     | David de Gea                      | 37       | 0        | 5      | 0      | 1             | 0             | 43     | 0     | 0       | 0       |
| 2     | DF     | Rafael                            | 6(4)     | 0        | 1      | 0      | 0             | 0             | 7(4)   | 0     | 2       | 0       |
| 3     | DF     | Luke Shaw                         | 15(1)    | 0        | 3(1)   | 0      | 0             | 0             | 18(2)  | 0     | 3       | 1       |
| 4     | DF     | Phil Jones                        | 22       | 0        | 1(1)   | 0      | 0             | 0             | 23(1)  | 0     | 3       | 0       |
| 5     | DF     | Marcos Rojo                       | 20(2)    | 0        | 4      | 1      | 0             | 0             | 24(2)  | 1     | 8       | 0       |
| 6     | DF     | Jonny Evans                       | 12(2)    | 0        | 1(1)   | 0      | 1             | 0             | 14(3)  | 0     | 1       | 0       |
| 7     | MF     | Ángel Di María                    | 20(7)    | 3        | 4(1)   | 1      | 0             | 0             | 24(8)  | 4     | 3       | 1       |
| 8     | MF     | Juan Mata                         | 27(6)    | 9        | 1(1)   | 1      | 0             | 0             | 28(7)  | 10    | 2       | 0       |
| 9     | FW     | Radamel Falcao                    | 14(12)   | 4        | 3      | 0      | 0             | 0             | 17(12) | 4     | 2       | 0       |
| 10    | FW     | Wayne Rooney (Đội trưởng)         | 33       | 12       | 4      | 2      | 0             | 0             | 37     | 14    | 5       | 1       |
| 11    | MF     | Adnan Januzaj                     | 7(11)    | 0        | 1(1)   | 0      | 0(1)          | 0             | 8(13)  | 0     | 1       | 0       |
| 12    | DF     | Chris Smalling                    | 21(4)    | 4        | 4      | 0      | 0             | 0             | 25(4)  | 4     | 3       | 1       |
| 13    | GK     | Anders Lindegaard                 | 0        | 0        | 0      | 0      | 0             | 0             | 0      | 0     | 0       | 0       |
| 14    | FW     | Chicharito                        | 1        | 0        | 0      | 0      | 1             | 0             | 2      | 0     | 0       | 0       |
| 16    | MF     | Michael Carrick (Đội phó)         | 16(2)    | 1        | 1(1)   | 0      | 0             | 0             | 17(3)  | 1     | 1       | 0       |
| 17    | MF     | Nani                              | 0(1)     | 0        | 0      | 0      | 0             | 0             | 0(1)   | 0     | 0       | 0       |
| 17    | MF     | Daley Blind                       | 25       | 2        | 4      | 0      | 0             | 0             | 29     | 2     | 4       | 0       |
| 18    | MF     | Ashley Young                      | 23(3)    | 2        | 1(2)   | 0      | 0             | 0             | 24(5)  | 2     | 6       | 0       |
| 19    | FW     | Danny Welbeck                     | 0(2)     | 0        | 0      | 0      | 1             | 0             | 1(2)   | 0     | 0       | 0       |
| 20    | FW     | Robin van Persie                  | 25(2)    | 10       | 1(1)   | 0      | 0             | 0             | 26(3)  | 10    | 5       | 0       |
| 21    | MF     | Ander Herrera                     | 19(7)    | 6        | 3(2)   | 2      | 0             | 0             | 22(9)  | 8     | 8       | 0       |
| 22    | MF     | Nick Powell                       | 0        | 0        | 0      | 0      | 1             | 0             | 1      | 0     | 0       | 0       |
| 23    | MF     | Tom Cleverley                     | 1        | 0        | 0      | 0      | 0             | 0             | 1      | 0     | 1       | 0       |
| 24    | MF     | Darren Fletcher (Đội phó thứ hai) | 4(7)     | 0        | 1      | 0      | 0             | 0             | 5(7)   | 0     | 1       | 0       |
| 25    | MF     | Antonio Valencia                  | 29(3)    | 0        | 3      | 0      | 0             | 0             | 32(3)  | 0     | 4       | 0       |
| 26    | MF     | Shinji Kagawa                     | 0        | 0        | 0      | 0      | 1             | 0             | 1      | 0     | 0       | 0       |
| 28    | MF     | Anderson                          | 0(1)     | 0        | 0      | 0      | 1             | 0             | 1(1)   | 0     | 0       | 0       |
| 29    | FW     | Wilfried Zaha                     | 0        | 0        | 0      | 0      | 0             | 0             | 0      | 0     | 0       | 0       |
| 30    | DF     | Guillermo Varela                  | 0        | 0        | 0      | 0      | 0             | 0             | 0      | 0     | 0       | 0       |
| 31    | MF     | Marouane Fellaini                 | 19(8)    | 6        | 4      | 1      | 0             | 0             | 23(8)  | 7     | 7       | 1       |
| 32    | GK     | Víctor Valdés                     | 1(1)     | 0        | 0      | 0      | 0             | 0             | 1(1)   | 0     | 0       | 0       |
| 33    | DF     | Paddy McNair                      | 12(4)    | 0        | 2      | 0      | 0             | 0             | 14(4)  | 0     | 2       | 0       |
| 34    | FW     | Tom Lawrence                      | 0        | 0        | 0      | 0      | 0             | 0             | 0      | 0     | 0       | 0       |
| 35    | MF     | Jesse Lingard                     | 1        | 0        | 0      | 0      | 0             | 0             | 1      | 0     | 0       | 0       |
| 36    | DF     | Marnick Vermijl                   | 0        | 0        | 0      | 0      | 1             | 0             | 1      | 0     | 0       | 0       |
| 37    | DF     | Saidy Janko                       | 0        | 0        | 0      | 0      | 1             | 0             | 1      | 0     | 0       | 0       |
| 38    | DF     | Michael Keane                     | 0(1)     | 0        | 0      | 0      | 1             | 0             | 1(1)   | 0     | 0       | 0       |
| 39    | DF     | Tom Thorpe                        | 0(1)     | 0        | 0      | 0      | 0             | 0             | 0(1)   | 0     | 0       | 0       |
| 40    | GK     | Ben Amos                          | 0        | 0        | 0      | 0      | 0             | 0             | 0      | 0     | 0       | 0       |
| 41    | DF     | Reece James                       | 0        | 0        | 0      | 0      | 1             | 0             | 1      | 0     | 1       | 0       |
| 42    | DF     | Tyler Blackett                    | 6(5)     | 0        | 1      | 0      | 0             | 0             | 7(5)   | 0     | 3       | 1       |
| 44    | MF     | Andreas Pereira                   | 0(1)     | 0        | 0      | 0      | 0(1)          | 0             | 0(2)   | 0     | 0       | 0       |
| 45    | MF     | Davide Petrucci                   | 0        | 0        | 0      | 0      | 0             | 0             | 0      | 0     | 0       | 0       |
| 46    | MF     | Joe Rothwell                      | 0        | 0        | 0      | 0      | 0             | 0             | 0      | 0     | 0       | 0       |
| 49    | FW     | James Wilson                      | 2(11)    | 1        | 2(1)   | 1      | 0(1)          | 0             | 4(13)  | 2     | 4       | 0       |
| 50    | GK     | Sam Johnstone                     | 0        | 0        | 0      | 0      | 0             | 0             | 0      | 0     | 0       | 0       |
| —     | FW     | Ángelo Henríquez                  | 0        | 0        | 0      | 0      | 0             | 0             | 0      | 0     | 0       | 0       |
| —     | —      | Phản lưới nhà                     | –        | 2        | –      | 0      | –             | 0             | –      | 2     | –       | –       |

Thống kê chính xác thông số các cầu thủ đến ngày 24 tháng 5 năm 2015.
|}

## Chuyển nhượng

### Hợp đồng chuyển đến
| Ngày                    | Vị trí | Tên cầu thủ         | Câu lạc bộ trước | Mức phí            |
| ----------------------- | ------ | ------------------- | ---------------- | ------------------ |
| 26 tháng 6 năm 2014     | MF     | Ander Herrera       | Athletic Bilbao  | £29 triệu          |
| 27 tháng 6 năm 2014     | DF     | Luke Shaw           | Southampton      | £27 triệu          |
| 4 tháng 8 năm 2014      | GK     | Vanja Milinković    | Vojvodina        | Không tiết lộ      |
| 20 tháng 8 năm 2014     | DF     | Marcos Rojo         | Sporting Lisbon  | £16 triệu          |
| 26 tháng 8 năm 2014     | MF     | Ángel Di María      | Real Madrid      | £59.7 triệu        |
| 1 tháng 9 năm 2014      | MF     | Daley Blind         | Ajax             | £14 triệu          |
| ngày 2 tháng 9 năm 2014 | DF     | Timothy Fosu-Mensah | Ajax             | £300.000           |
| 8 tháng 1 năm 2015      | GK     | Víctor Valdés       | Cầu thủ tự do    | Tự do              |
| 30 tháng 1 năm 2015     | DF     | Sadiq El Fitouri    | Salford City     | không được tiết lộ |

### Hợp đồng chuyển đi
| Ngày đi             | Ngày về | Vị trí            | Tên cầu thủ          | Câu lạc bộ đến |
| ------------------- | ------- | ----------------- | -------------------- | -------------- |
| 24 tháng 4 năm 2014 | DF      | Benjamin Barber   | Stoke City U-21      | Tự do          |
| 24 tháng 4 năm 2014 | DF      | Nicholas Ioannou  | APOEL                | Tự do          |
| 24 tháng 4 năm 2014 | GK      | Jonny Sutherland  | ETSU                 | Tự do          |
| 28 tháng 6 năm 2014 | HV      | Alexander Büttner | Dynamo Moskva        | £4.4 triệu     |
| 28 tháng 6 năm 2014 | GK      | Pierluigi Gollini | Hellas Verona        | Tự do          |
| 1 tháng 7 năm 2014  | FW      | Jack Barmby       | Leicester City       | Tự do          |
| 1 tháng 7 năm 2014  | DF      | Rio Ferdinand     | Queens Park Rangers  | Tự do          |
| 1 tháng 7 năm 2014  | FW      | Federico Macheda  | Cardiff City         | Tự do          |
| 1 tháng 7 năm 2014  | DF      | Nemanja Vidić     | Inter Milan          | Tự do          |
| 1 tháng 7 năm 2014  | MF      | Charni Ekangamene | Zulte Waregem        | Tự do          |
| 18 tháng 7 năm 2014 | DF      | Louis Rowley      | Leicester City       | Tự do          |
| 21 tháng 7 năm 2014 | DF      | Patrice Evra      | Juventus             | £1.2 triệu     |
| 25 tháng 7 năm 2014 | FW      | Bebé              | Benfica              | £2.4 triệu     |
| 31 tháng 8 năm 2014 | MF      | Shinji Kagawa     | Borussia Dortmund    | Không tiết lộ  |
| 1 tháng 9 năm 2014  | MF      | Tom Lawrence      | Leicester City       | Không tiết lộ  |
| 1 tháng 9 năm 2014  | FW      | Danny Welbeck     | Arsenal              | £16 triệu      |
| 8 tháng 9 năm 2014  | MF      | Davide Petrucci   | CFR Cluj             | Tự do          |
| 8 tháng 1 năm 2015  | DF      | Michael Keane     | Burnley              | Không tiết lộ  |
| 2 tháng 2 năm 2015  | DF      | Marnick Vermijl   | Sheffield Wednesday  | Không tiết lộ  |
| 2 tháng 2 năm 2015  | MF      | Darren Fletcher   | West Bromwich Albion | Miễn phí       |
| 3 tháng 2 năm 2015  | MF      | Anderson          | Internacional        | Miễn phí       |

### Hợp đồng mượn
| Ngày đến           | Ngày đi             | Vị trí | Tên cầu thủ    | Câu lạc bộ chủ quản |
| ------------------ | ------------------- | ------ | -------------- | ------------------- |
| 1 tháng 9 năm 2014 | 30 tháng 6 năm 2015 | FW     | Radamel Falcao | AS Monaco           |
| 2 tháng 2 năm 2015 | 30 tháng 6 năm 2015 | DF     | Andy Kellett   | Bolton Wanderers    |

### Hợp đồng cho mượn
| Ngày đi              | Ngày về             | Vị trí | Tên càu thủ      | Câu lạc bộ đến       |
| -------------------- | ------------------- | ------ | ---------------- | -------------------- |
| 4 tháng 8 năm 2014   | 30 tháng 6 năm 2015 | GK     | Vanja Milinković | Vojvodina            |
| 11 tháng 8 năm 2014  | 30 tháng 6 năm 2015 | FW     | Ángelo Henríquez | Dinamo Zagreb        |
| 20 tháng 8 năm 2014  | 30 tháng 6 năm 2015 | MF     | Nani             | Sporting Lisbon      |
| 28 tháng 8 năm 2014  | 30 tháng 6 năm 2015 | FW     | Wilfried Zaha    | Crystal Palace       |
| 1 tháng 9 năm 2014   | 30 tháng 6 năm 2015 | FW     | Chicharito       | Real Madrid          |
| 1 tháng 9 năm 2014   | 2 tháng 1 năm 2015  | MF     | Nick Powell      | Leicester City       |
| 1 tháng 9 năm 2014   | 31 tháng 1 năm 2015 | DF     | Michael Keane    | Burnley              |
| 1 tháng 9 năm 2014   | 30 tháng 6 năm 2015 | MF     | Tom Cleverley    | Aston Villa          |
| 3 tháng 9 năm 2014   | 30 tháng 6 năm 2015 | DF     | Guillermo Varela | Real Madrid Castilla |
| 27 tháng 10 năm 2014 | 3 tháng 1 năm 2015  | GK     | Sam Johnstone    | Doncaster Rovers     |
| 26 tháng 11 năm 2014 | 10 tháng 1 năm 2015 | DF     | Reece James      | Rotherham United     |
| 8 tháng 1 năm 2015   | 8 tháng 2 năm 2015  | MF     | Ben Pearson      | Barnsley             |
| 12 tháng 1 năm 2015  | 30 tháng 6 năm 2015 | GK     | Sam Johnstone    | Preston North End    |
| 22 tháng 1 năm 2015  | 30 tháng 6 năm 2015 | FW     | Will Keane       | Sheffield Wednesday  |
| 27 tháng 1 năm 2015  | 30 tháng 6 năm 2015 | MF     | Joe Rothwell     | Blackpool            |
| 30 tháng 1 năm 2015  | 2 tháng 3 năm 2015  | GK     | Ben Amos         | Bolton Wanderers     |
| 2 tháng 2 năm 2015   | 30 tháng 6 năm 2015 | MF     | Jesse Lingard    | Derby County         |
| 2 tháng 2 năm 2015   | 30 tháng 6 năm 2015 | MF     | Saidy Janko      | Bolton Wanderers     |
| 26 tháng 3 năm 2015  | 30 tháng 6 năm 2015 | DF     | Reece James      | Huddersfield Town    |